# James Edgar Johnson

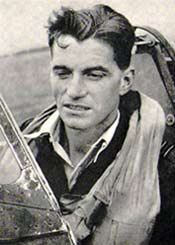
James Edgar Johnson

James Edgar „Johnnie“ Johnson, CB, CBE, DSO (dreimal), DFC (zweimal), DL (* 9. März 1915 in Melton Mowbray; † 30. Januar 2001 in Derbyshire) war ein englischer Pilot und mit 38 Luftsiegen der an Abschusszahlen gemessen erfolgreichste britische Jagdflieger während des Zweiten Weltkriegs.

## Leben
Johnson studierte Ingenieurwissenschaft an der Universität Nottingham. Er hatte sich erfolglos um die Aufnahme in die Auxiliary Air Force (AAF), danach bei der RAF Volunteer Reserve bemüht.
Erst zu Beginn des Zweiten Weltkrieges wurde seiner Bewerbung bei der Voluntary Reserve, einer Ausbildungsorganisation der Royal Air Force auf freiwilliger Basis, entsprochen. Im August 1940 wurde Johnson zu seiner ersten operativen Einheit, dem 19. Squadron in Duxford, verlegt. Wenig später kam er zur 616. Squadron, die nach harten Kämpfen und Verlusten während der Luftschlacht um England ins Hinterland verlegt wurde, um ihre Verluste zu ergänzen. Eine beim Rugby spielen entstandene, schlecht verheilte Schlüsselbeinfraktur führte von September bis Dezember 1940 zu einem Spitalsaufenthalt, während dessen sich Johnson einer Operation an der Schulter unterzog.
Im Frühjahr 1941 traf Johnson erstmals im Luftkampf auf Gegner der deutschen Luftwaffe. Neben Routineeinsätzen über dem Ärmelkanal, Frankreich und Belgien nahm „Johnnie“ Johnson u. a. auch an Einsätzen wie dem Landeunternehmen „Operation Jubilee“ bei Dieppe teil. Als Pilot flog er seine 516 Einsätze überwiegend auf einer Supermarine Spitfire und nahm an 70 Luftkämpfen teil. Einen letzten Sondereinsatz leitete Johnson unmittelbar vor Kriegsende, als er eine britische Begleitschutzgruppe nach Berlin führte, um hier ein in Ostpreußen gestartetes sowjetisches Bombergeschwader zu schützen.
Johnson blieb nach Kriegsende in der Royal Air Force. Während des Koreakrieges war er als britischer Luftwaffenberater in US-amerikanischen Stäben im Einsatz.
1963 erreichte James Edgar Johnson den Höhepunkt seiner Karriere, als er mit der Beförderung zum Air Vice Marshal das Oberkommando über alle NATO-Luftwaffenverbände im Mittleren Osten übernahm. 1966 ging Johnson in den Ruhestand und betätigte sich als Autor zahlreicher Bücher.
Als Johnson am 30. Januar 2001 im Alter von 85 Jahren an einem Krebsleiden starb, wurde ein Trauergottesdienst in St Clement Danes gehalten. Sein Leichnam wurde eingeäschert, die Asche später von seinen Kindern im Park von Chatsworth House verstreut, wo er sich oft der Sportfischerei gewidmet hatte. Zum Gedenken an Johnson wurde dort eine Parkbank gewidmet, die Inschrift darauf lautet "In Memory of a Fisherman" ("Zur Erinnerung an einen Fischer").